# Plotheia plagiata
Plotheia plagiata är en fjärilsart som beskrevs av Walker 1865. Plotheia plagiata ingår i släktet Plotheia och familjen trågspinnare. Inga underarter finns listade i Catalogue of Life.